# Gymnosporia oblanceolata
Gymnosporia oblanceolata är en benvedsväxtart som beskrevs av M. Laws. Gymnosporia oblanceolata ingår i släktet Gymnosporia och familjen Celastraceae. Inga underarter finns listade.